# Möllwiesenbach
Der Möllwiesenbach ist ein Fließgewässer im niedersächsischen Landkreis Vechta und Landkreis Osnabrück. Er speist den zum Hase-Einzugsgebiet gehörenden Seitenkanal Wrau.

## Verlauf
Der Bach hat seine Quelle in Grapperhausen, einem Ortsteil der Gemeinde Neuenkirchen-Vörden. Von dort fließt er zunächst in westlicher Richtung  und dann in nördlicher Richtung am östlichen Ortsrand von Gehrde. Er unterquert die Bundesstraße 214 und fließt in nördlicher Richtung weiter. Von rechts nimmt er den Heller Binnenbach auf und mündet unweit der nördlichen Gemeindegrenze von Gehrde in den Hase-Seitenkanal Wrau.